# Tyspanodes flavolimbalis
Tyspanodes flavolimbalis là một loài bướm đêm trong họ Crambidae.